# Mantidactylus delormei
A Mantidactylus delormei  a kétéltűek (Amphibia) osztályába és  a békák (Anura) rendjébe, az aranybékafélék (Mantellidae) családjába tartozó faj. 

## Előfordulása
Madagaszkár endemikus faja. A sziget belső területein, az Andringitra-masszívumban és a Ranomafana Nemzeti Parkban, 1300–1800 m-es tengerszint feletti magasságon honos. 

## Taxonómiai besorolása
Csak 2006-ban ismerték el álló fajként, addig a Mantidactylus brevipalmatus szinonímája volt, mely közeli rokonságban áll a fajjal és morfológiailag nagyon hasonlít rá.

## Megjelenése
A nőstény típuspéldány mérete 39 mm. Háta és oldala között sokkal határozottabb választóvonal húzódik, mint a Mantidactylus brevipalmatus fajnál. Háta egyenletesen barna, középen sötétebb árnyalatú. Hasi oldala sárgás színű.

## Természetvédelmi helyzete
A vörös lista a veszélyeztetett fajok között tartja nyilván. Ritka faj, populációja csökkenő tendenciát mutat. Két védett területen, az Andringitra Nemzetil Parkban és a Ranomafana Nemzeti Parkban fordul elő. Valószínűleg megtalálható a védett területeken kívül is, fő veszélyt élőhelyének elvesztése jelenti számára az erdőirtás miatt. 